# Srní (Stráž nad Ohří)
Srní (německy Boksgrün) je malá vesnice, část obce Stráž nad Ohří v okrese Karlovy Vary v Karlovarském kraji. Nachází se asi čtyři kilometry severně od Stráže nad Ohří. Je zde evidováno 33 adres. V roce 2011 zde trvale žilo pět obyvatel.
Srní leží v katastrálním území Srní u Boče o rozloze 4,73 km2.

## Historie
První písemná zmínka o vesnici pochází z roku 1357.
Vesnice vznikla bezpochyby během středověké kolonizace Krušných hor. Okolí bylo až do poloviny 14. století majetkem benediktinského kláštera v Postoloprtech, který vlastnil proboštství v Boči a malý klášter Klášterci nad Ohří. Roku 1357 zakoupil ves Karel IV. a připojil ji k hradu Hauenštejn. V 16. století patřila vesnice spolu s hrady Hauenštejn a Himlštejn do majetku Šliků, později připadla k panství Klášterce nad Ohří, ve kterém zůstala až do zániku patrimoniální správy. Vesnice byla původně osídlena téměř výhradně německým obyvatelstvem a po druhé světové válce a odsunu německého obyvatelstva byla ves vysídlena a následně postižena demolicemi. Část domů se podařilo zachránit pro rekreační účely.

## Obyvatelstvo
Při sčítání lidu v roce 1921 zde žilo 231 obyvatel (z toho 113 mužů) německé národnosti a římskokatolického vyznání. Podle sčítání lidu z roku 1930 měla vesnice 233 obyvatel se stejnou národnostní a náboženskou strukturou.
| Rok                                                   | 1869 | 1880 | 1890 | 1900 | 1910 | 1921 | 1930 | 1950 | 1961 | 1970 | 1980 | 1991 | 2001 | 2011 | 2021 |
| ----------------------------------------------------- | ---- | ---- | ---- | ---- | ---- | ---- | ---- | ---- | ---- | ---- | ---- | ---- | ---- | ---- | ---- |
| Počet obyvatel                                        | 250  | 285  | 283  | 286  | 250  | 231  | 233  | 62   | 58   | 10   | 6    | -    | 4    | 5    | 14   |
| Počet domů                                            | 44   | 47   | 47   | 47   | 46   | 46   | 45   | 44   | -    | 3    | 3    | 6    | 8    | 9    | 9    |
| Počet domů v roce 1961 je zahrnut v počtu domů v Boči |      |      |      |      |      |      |      |      |      |      |      |      |      |      |      |

## Obecní správa
Při sčítání lidu v letech 1869–1930 Srní bylo samostatnou obcí v okrese Kadaň. V letech 1950–1975 patřilo jako čast obce Boč, se kterým patřil nejprve do okresu Karlovy Vary-okolí, ale v letech 1961–1975 v okrese Karlovy Vary. Od 1. ledna 1976 je částí obce Stráž nad Ohří v okrese Karlovy Vary. V letech 1869–1930 k obci patřilo Peklo.

## Pamětihodnosti
- Pseudorománský kostel[13]
- Památný strom Lípa v Srní
- Do jižní části katastrálního území, na východní straně údolí Pekelského potoka zasahuje malá část národní přírodní rezervace Nebesa a většina přírodní památky Pastviny u Srní.

## Galerie

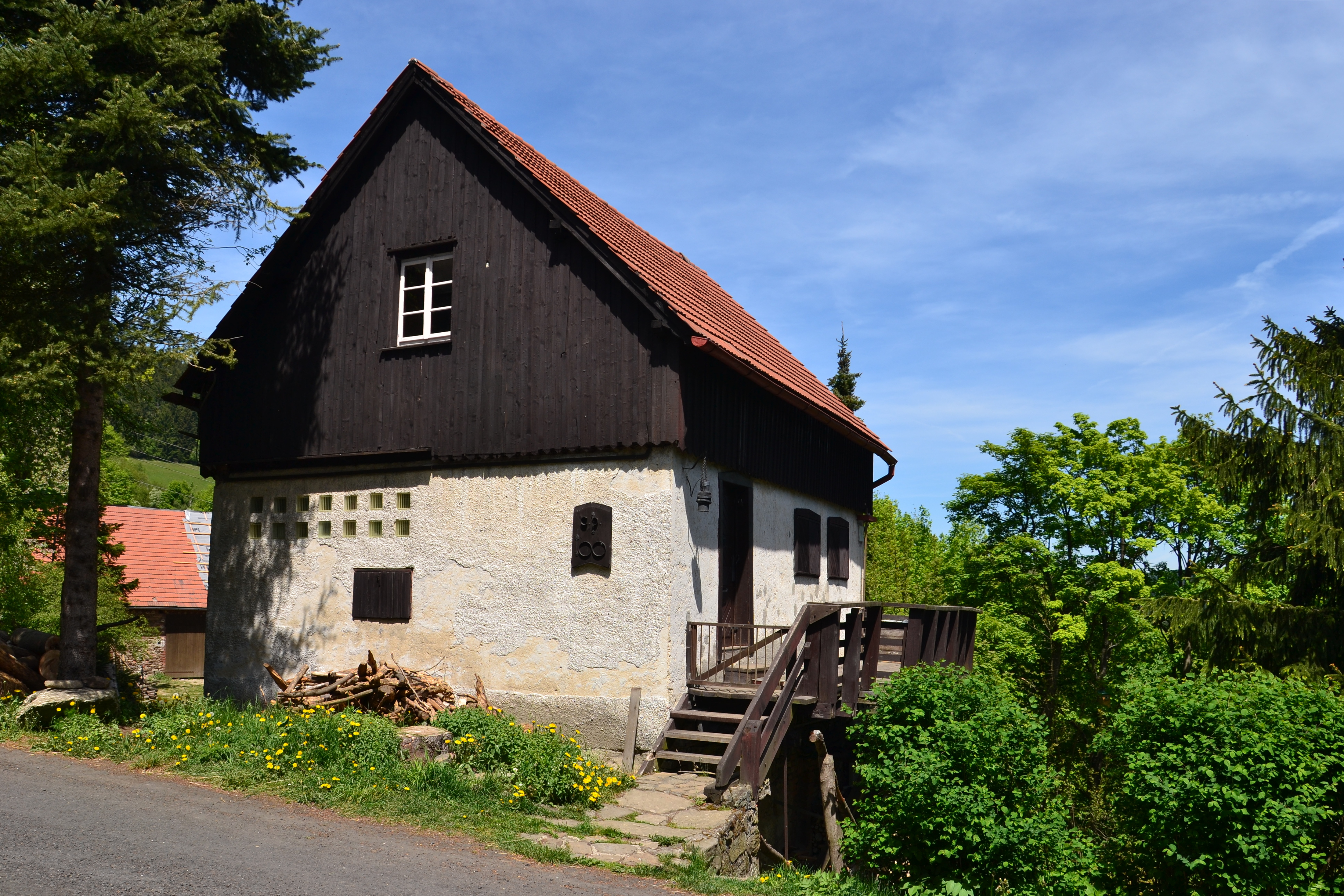
Domy u silnice
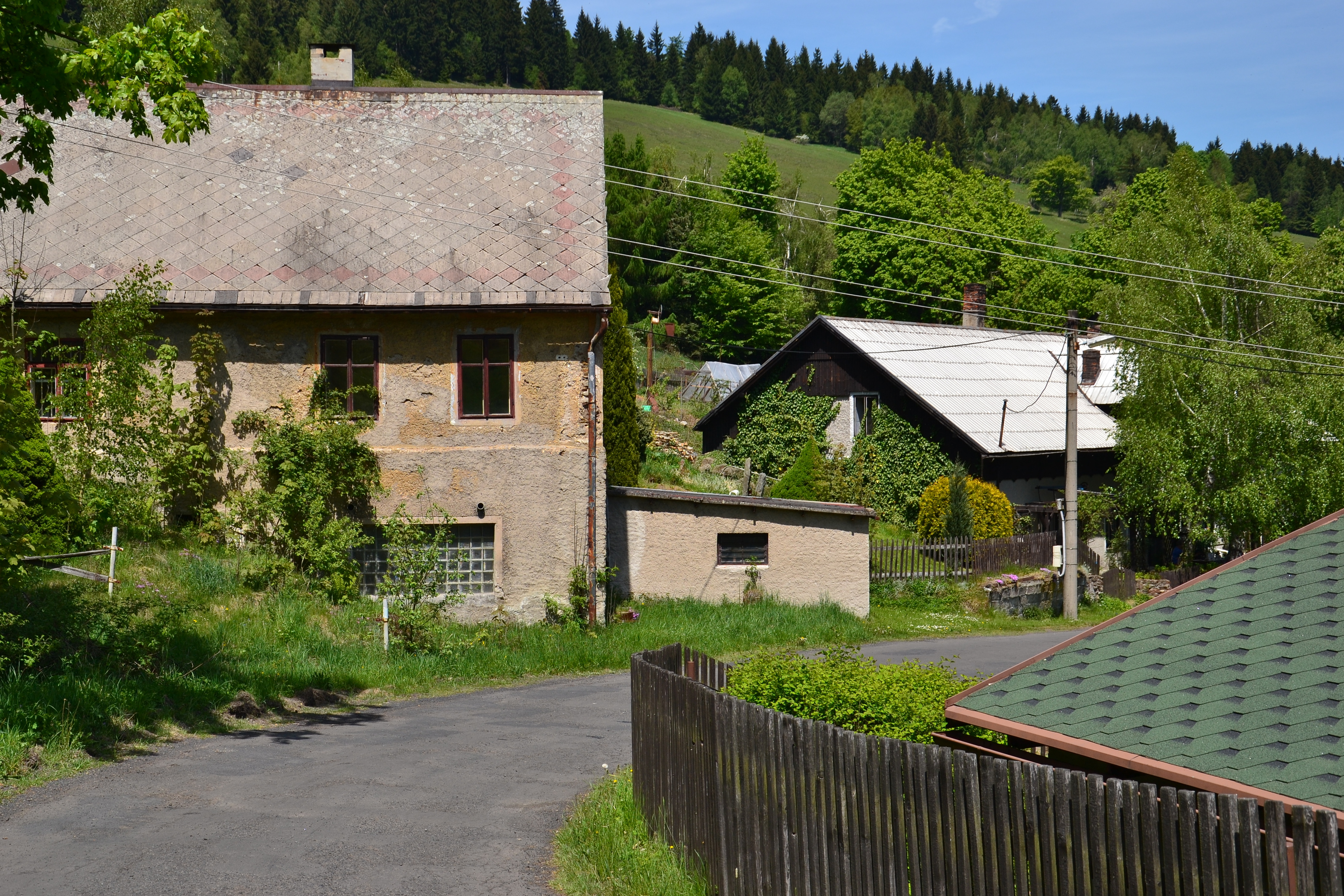
Domy u silnice
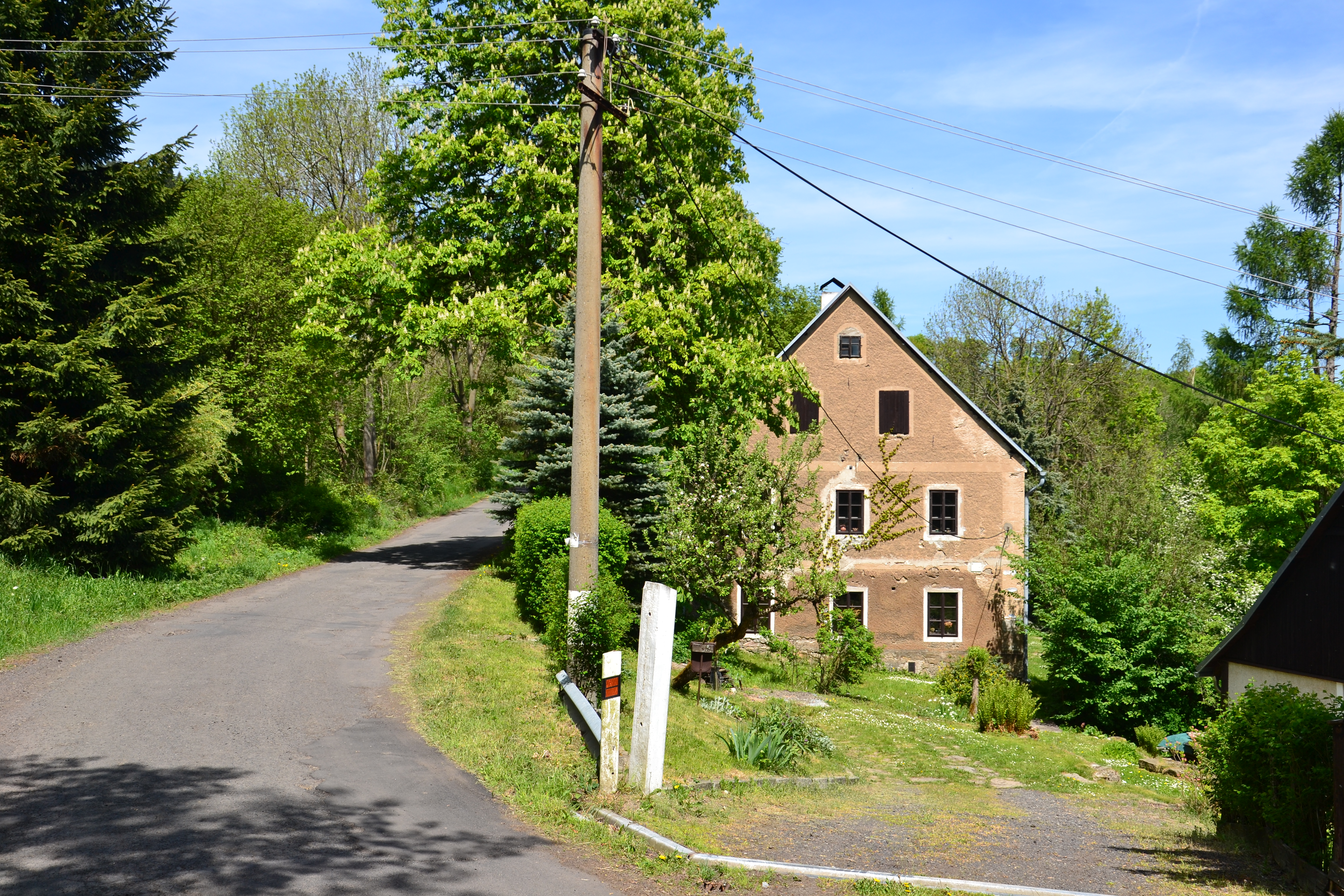
Dům pod lípou
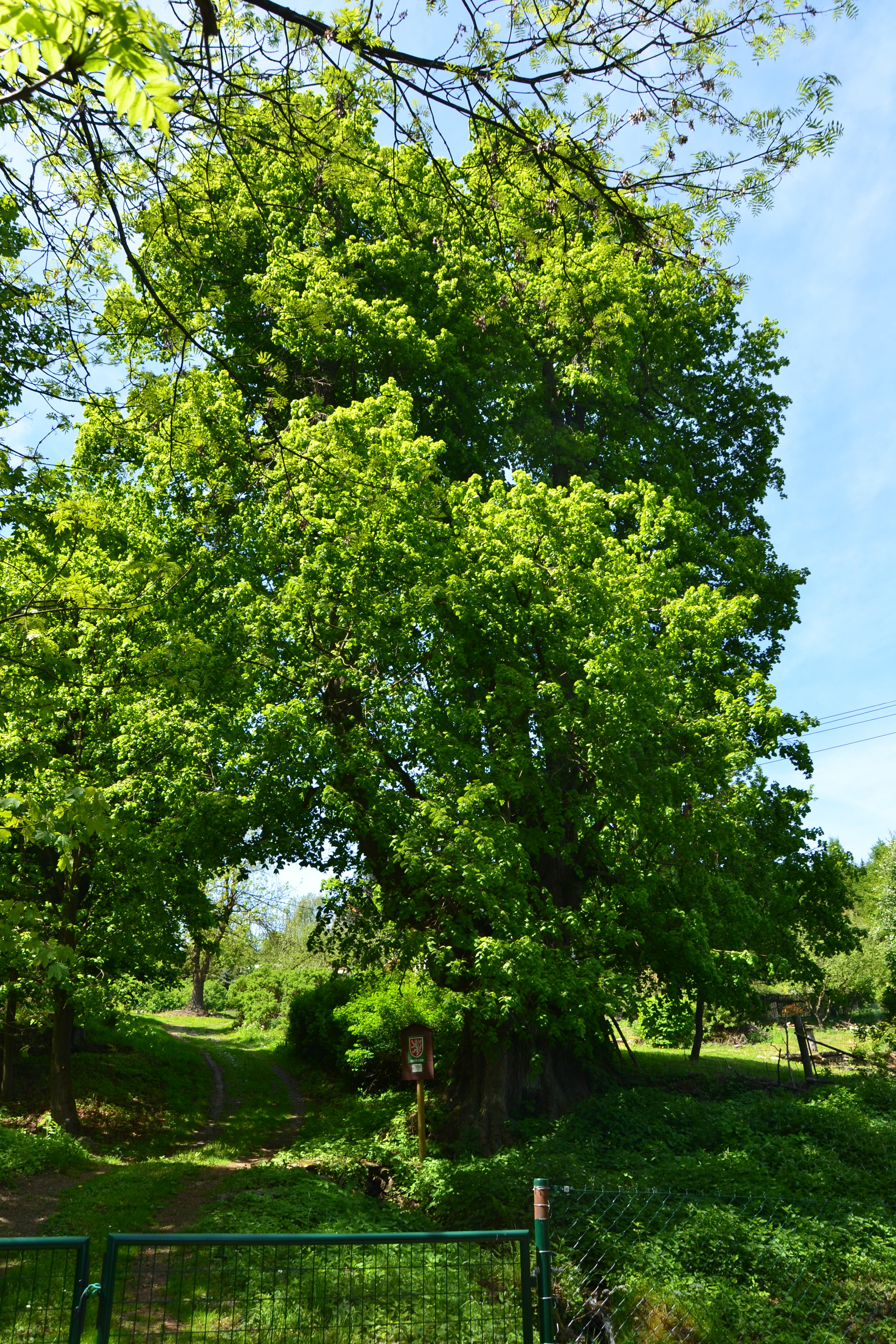
Památná lípa
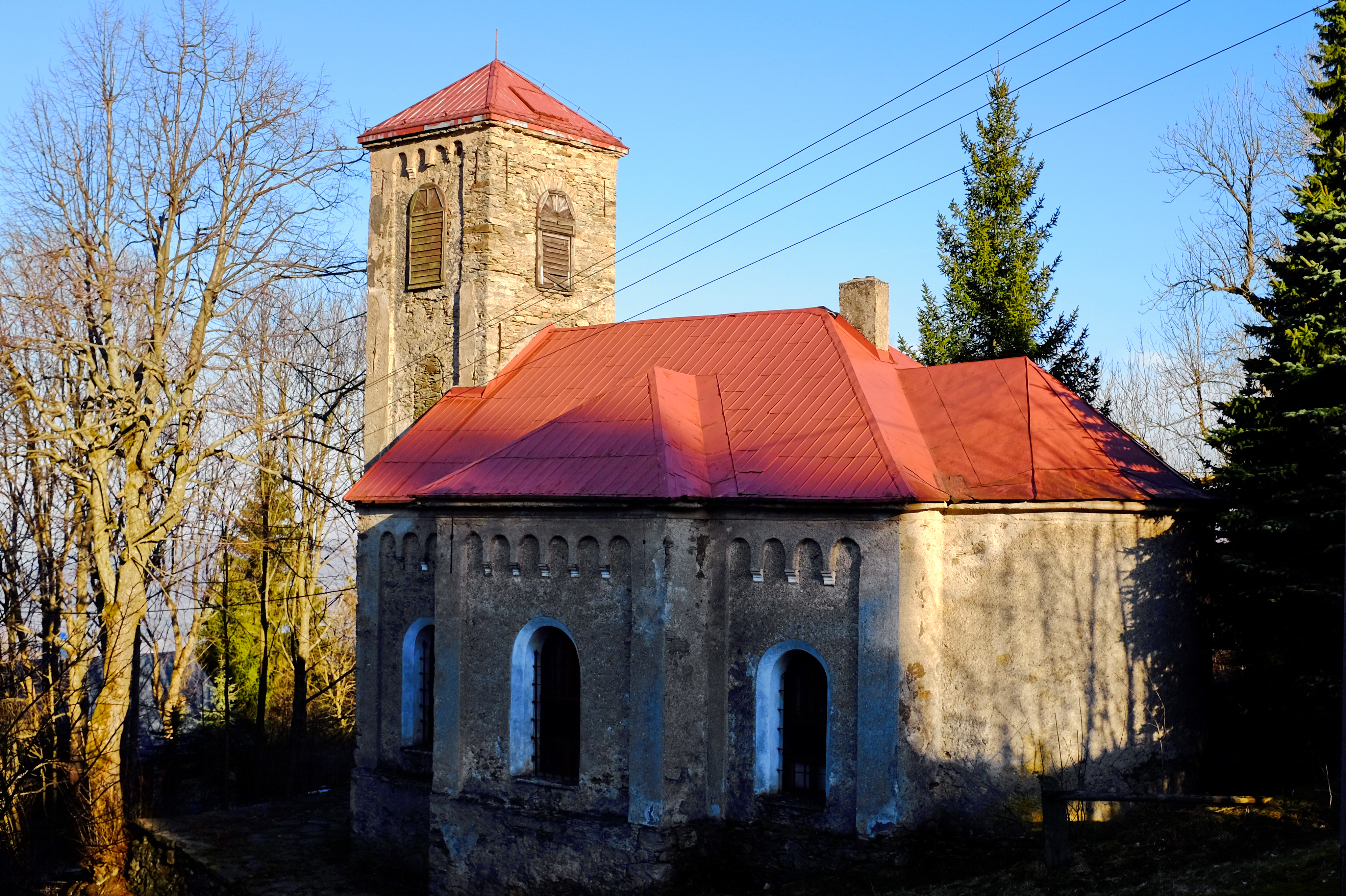
Kostel